# I Zwicky 18
I Zwicky 18 є карликовою неправильною галактикою розташованою на відстані 59 мільйонів світлових років від Землі.

Дослідження, що проводилися 40 років тому на Паломарській Обсерваторії, показали, що у цій галактиці «спалах» зореутворення був на мільярди років пізніше, ніж у сусідніх з нею галактиках. Галактики, схожі на I Zwicky 18, знаходять зазвичай тільки на ділянках раннього Всесвіту, які розташовані досить далеко від Землі, щоб ми могли їх спостерігати. Проте космічний телескоп Хаббла зумів відшукати у цій галактиці також й старі зорі, вік яких свідчить про початок формування зір від одного до десяти мільярдів років тому. Відповідно I Zwicky 18 могла сформуватися приблизно у той же час, що й сусідні з нею галактики.
Спектральні спостереження, отримані на наземних телескопах, вказують, що I Zwicky 18 складається майже виключно з водню та гелію, що є основними інгредієнтами, створеними під час Великого Вибуху. За попередніми оцінками швидкість зореутворення у даній галактиці на той час була значно нижчою, ніж у інших галактиках того ж віку. I Zwicky 18 досліджувалась з використанням багатьох діючих телескопів НАСА включаючи космічний телескоп Спітцер, рентгенівську обсерваторію Чандра та FUSE. Проте, все ще залишається загадкою, чому I Zwicky 18 сформувала так мало зір у далекому минулому й чому ми спостерігаємо там активне зореутворення зараз.
Дані отримані Хабблом вказують на те, що галактика I Zwicky 18 розташована за 59 мільйонів світлових років від Землі. Це майже на 10 млн св.років далі, ніж вважалося раніше, тому стає зрозумілим чому аж до останнього часу астрономи не могли зареєструвати слабкі старі зорі у цій галактиці. Видима зоряна величина слабких старих зір знаходиться майже на межі чутливості космічного телескопа Хаббл.
Астрономи з Наукового Інституту Космічного Телескопа та з Європейської Космічної Агенції в Балтіморі (Меріленд) визначили відстань до цієї галактики, спостерігаючи у ній цефеїди — масивні зорі, які змінюють свій блиск зі стабільним періодом. Тривалість цього періоду фізично пов'язана з яскравістю зорі, з якої можна визначити її абсолютну зоряну величину застосовуючи відповідну модель атмосфери. Порівнюючи її з отриманою безпосередньо зі спостережень видимою зоряною величиною можна вирахувати відстань до цефеїди. Зазначена вище модель зоряної атмосфери була розрахована спеціально для фізичних умов, наявних у галактиці I Zwicky 18, де спостерігається зменшений вміст важких елементів порівняно із нашим Чумацьким Шляхом, що свідчить про раннє формування зір у цій галактиці, ще до того як важкі елементи утворилися в надрах зір першого та другого покоління і потім розподілилися у міжзоряному середовищі. Зазначену відстань було також перевірено через порівняння видимої та теоретичної яскравості яскравих червоних зір віком старше одного мільярда років.